# ایگور پوکاز
ایگور پوکاز (انگلیسی: Igor Pokaz؛ زادهٔ ۲۳ مهٔ ۱۹۶۸) سفیر اهل کرواسی است.